# Claudin de Sermisy
Claudin de Sermisy (c. 1490 – 13 de outubro de 1562) foi um compositor francês do Renascimento. Juntamente com Clément Janequin, foi um dos mais renomados compositores de chansons francesas no início do século XVI. Além disso, foi um importante compositor de música sacra. Sua música foi influenciada por e influenciou os estilos italianos contemporâneos.

## Biografia
Sermisy provavelmente nasceu na Picardia, Borgonha ou Ilha de França, com base na semelhança de seu sobrenome com nomes de lugares dessas regiões. Em sua juventude, pode ter estudado com Josquin des Prez, segundo Pierre de Ronsard, embora muitos musicólogos considerem essa afirmação pouco confiável. De qualquer forma, ele absorveu algumas das ideias musicais do compositor mais velho, seja no início de sua carreira ou mais tarde, ao se familiarizar com sua obra. Josquin possivelmente esteve na corte francesa entre 1501 e 1503, embora isso nunca tenha sido confirmado, o que tornaria possível um relacionamento mestre-discípulo nessa época. Os locais onde Sermisy esteve antes de 1508 são desconhecidos, mas sua presença na Capela Real era certamente possível.
Em 1508, o jovem Sermisy foi nomeado cantor na Capela Real de Luís XII, onde também era clérigo. Sua data de nascimento é inferida com base no ano em que ingressou na capela real; 18 anos era a idade aproximada para tal nomeação. Em 1515, ele acompanhou Francisco I à Itália e, em 1520, participou das festividades musicais organizadas por Francisco I e Henrique VIII da Inglaterra no Campo do Pano de Ouro, dirigidas por Jean Mouton, onde certamente atuou como cantor. Ele também pode ter composto parte da música apresentada ali. Em 1532, participou de um encontro similar entre os reis em Bolonha, para o qual escreveu um motete cerimonial.
No início da década de 1520, Sermisy foi cónego em Notre-Dame-de-la-Rotonde, em Ruão, mas deixou o cargo em 1524 para assumir uma posição semelhante em Amiens. Por volta de 1532, tornou-se diretor musical da Capela Real, ainda sob Francisco I, que reinou até 1547. Nesse cargo, era responsável por ensinar e cuidar dos meninos do coro, além de recrutar cantores talentosos. Em 1533, além de seu posto na Capela Real, tornou-se cónego da Sainte-Chapelle, o que exigia que ele residisse em Paris. Adquiriu uma grande casa na cidade, suficientemente espaçosa para abrigar refugiados da igreja de Saint-Quentin quando os espanhóis saquearam a cidade em 1559. Em 1554, recebeu também uma prebenda em Sainte-Catherine, em Troyes. Poucos detalhes biográficos estão disponíveis sobre seus últimos anos, mas ele parece ter permanecido ativo como compositor até o fim da vida, com base nas datas de publicação de suas obras. Foi enterrado na Sainte-Chapelle.

## Obras

### Música sacra
Sermisy escreveu tanto música sacra quanto secular, todas para vozes. De sua música sacra, sobreviveram 12 missas completas, incluindo uma Missa de Requiem, cerca de 100 motetes, alguns Magnificats e um conjunto de Lamentações. Diferentemente de muitos de seus contemporâneos na França, não há evidências de que ele tivesse simpatias huguenotes; parece ter permanecido católico fiel por toda a vida.
Seu interesse pelos gêneros sacros aumentou constantemente ao longo de sua vida, correspondendo a um declínio no interesse por formas seculares, tomando como base as datas de publicação (as datas exatas de composição são difíceis de estabelecer para compositores desse período, a menos que uma obra tenha sido escrita para uma ocasião específica). Como o estilo predominante de polifonia entre os compositores contemporâneos em sua fase tardia era denso, contínuo e com imitação generalizada, como exemplificado na música de Mouton e Gombert, é significativo que ele tenha evitado esse estilo, preferindo texturas mais claras e frases curtas: um estilo mais próximo das chansons que compôs no início de sua carreira. Além disso, ele variava a textura em suas composições, alternando passagens polifônicas com trechos homorrítmicos e acórdicos, semelhantes à textura encontrada em sua música secular.
Sermisy escreveu duas das poucas configurações polifônicas da Paixão encontradas na música francesa da época; o arranjo musical é simples em comparação com suas missas e motetos, e ele buscou tornar as palavras claramente compreensíveis. Os evangelhos escolhidos foram os de São Mateus e São João. As configurações de Sermisy foram publicadas no 10º volume de Motetos de Pierre Attaignant.

### Chansons
De longe, a contribuição mais famosa de Sermisy para a literatura musical é sua produção de chansons, das quais existem aproximadamente 175. Elas são semelhantes às de Janequin, embora menos programáticas; seu estilo nessas obras também foi descrito como mais gracioso e polido que o do compositor rival. Geralmente, as chansons de Sermisy são acórdicas e silábicas, evitando a polifonia mais ostentosa dos compositores dos Países Baixos, buscando leveza e graça. Sermisy gostava de repetições rápidas de notas, o que conferia à textura uma qualidade leve e dançante. Outra característica estilística presente em muitas de suas chansons é uma figura rítmica inicial consistindo de longa-curta-curta (mínima-semínima-semínima), uma figura que se tornaria a característica definidora da canzona mais tarde no século.
Os textos escolhidos por Sermisy geralmente eram de poetas contemporâneos, como Clément Marot (ele musicou mais versos de Marot do que qualquer outro compositor). Os temas típicos eram amor não correspondido, natureza e bebida. Várias de suas canções tratam de uma jovem infeliz presa a um homem velho pouco atraente e sem vigor, um sentimento não exclusivo de sua época.
A maioria de suas chansons é para quatro vozes, embora ele tenha escrito algumas para três no início de sua carreira, antes que a escrita para quatro vozes se tornasse a norma. A influência da frottola italiana é evidente, e as próprias chansons de Sermisy influenciaram compositores italianos, já que sua música foi reimpressa várias vezes na França e em outras partes da Europa.

## Influência
Sermisy era bem conhecido em toda a Europa Ocidental, e cópias de sua música são encontradas na Itália, Espanha, Portugal, Inglaterra e outros lugares. Rabelais o mencionou em Gargântua e Pantagruel (Livro 4), junto com vários outros compositores contemporâneos. A música de Sermisy foi transcrita várias vezes para instrumentos, incluindo violas, alaúde, órgão e outros instrumentos de teclado, por intérpretes da Itália, Alemanha e Polônia, além da França. Apesar de Sermisy ser católico, muitas de suas melodias foram apropriadas por músicos protestantes na geração seguinte: até mesmo um coral luterano ("Was mein Gott will, das g'scheh allzeit") é baseado em uma chanson de Sermisy (Il me suffit de tous mes maulx).

## Composições

### Chansons
- Au joly boys
- Aupres de vous secretement (duas partes)
- C'est une dure departie
- Changeons propos, c'est trop chante d'amours
- Content desir, qui cause ma douleur
- Dont vient cela (#10 em Attaingnant, P.: 37 Chansons musicales a quatre parties, nd)
- En entrant en ung jardin (publicada em 1529)
- Je ne menge point de porc
- Languir me fais
- Si mon malheur my continue
- Si vous m'aimez
- Tant que vivray (publicada em 1527)
- Tu disais que j'en mourrais
- Vignon, vignon, vignon, vignette
- Vive la serpe

### Motetos
- Aspice, Domine